# دنی وودبرن
دنی وودبرن (انگلیسی: Danny Woodburn؛ زادهٔ ۲۶ ژوئیهٔ ۱۹۶۴) یک بازیگر سینما، و هنرپیشه اهل ایالات متحده آمریکا است.
از فیلم‌ها یا برنامه‌های تلویزیونی که وی در آن نقش داشته است می‌توان به لاک‌پشت‌های نینجای نوجوان جهش‌یافته، مرگ بر اسموچی، کارمند ماه، چیزهایی .... اشاره کرد.